# Octopus rubescens
Espèce
Synonymes
- Octopus (Octopus) rubescens Berry, 1953[1]
- Octopus punctatus Gabb, 1862[1]

Octopus rubescens est une espèce d'octopodes de la famille des Octopodidae.

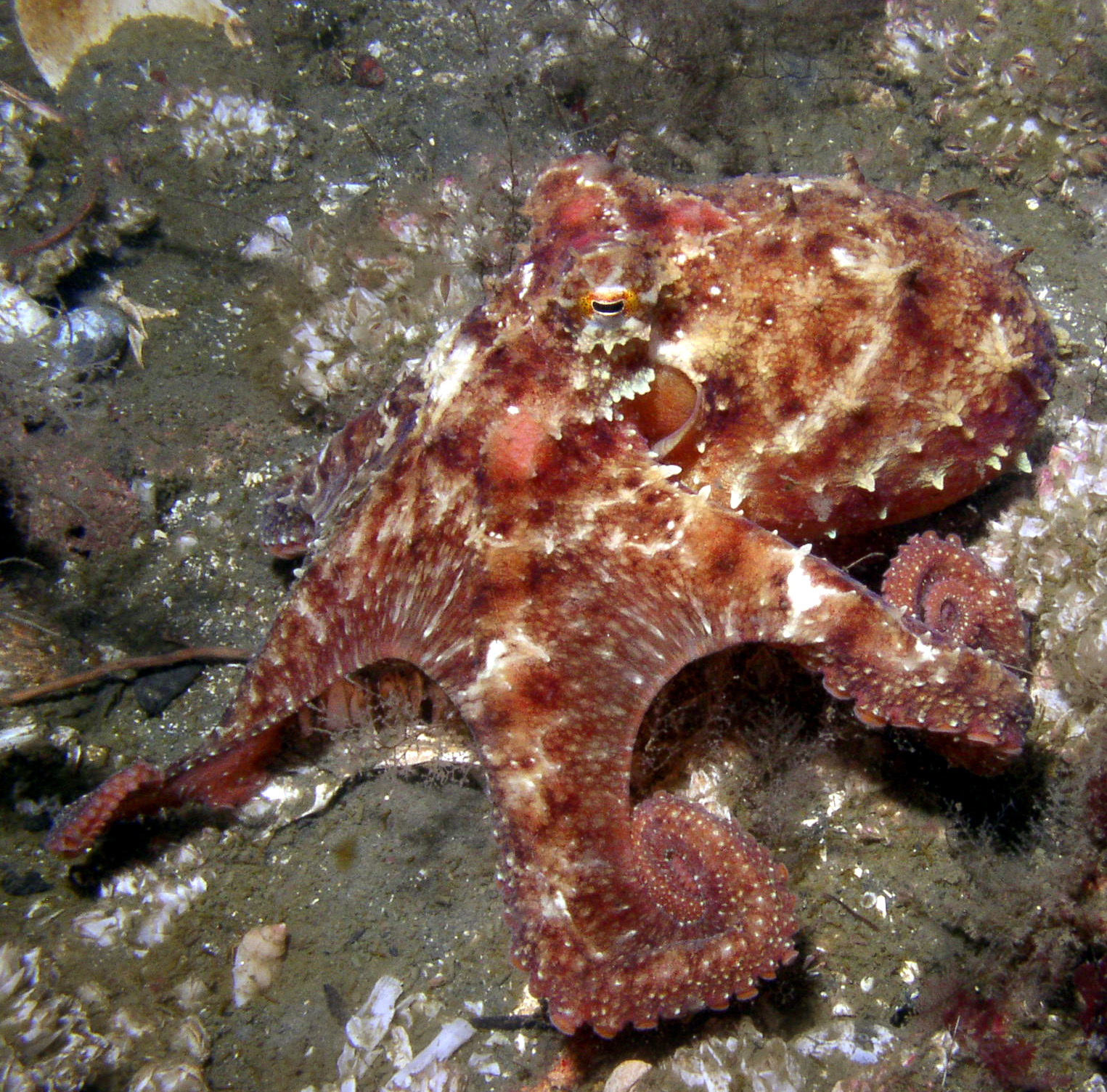
Octopus rubescens

## Habitat et répartition
Cette espèce est présente dans les eaux du nord-est du Pacifique.